# Chlorophytum tetraphyllum
Chlorophytum tetraphyllum là một loài thực vật có hoa trong họ Măng tây. Loài này được (L.f.) Baker mô tả khoa học đầu tiên năm 1876.